# Placówka Straży Granicznej I linii „Borowy Las”
Placówka Straży Granicznej I linii „Borowy Las” – jednostka organizacyjna Straży Granicznej pełniąca służbę ochronną na granicy państwowej w okresie międzywojennym.

## Formowanie i zmiany organizacyjne
Rozporządzeniem Prezydenta Rzeczypospolitej Polskiej Ignacego Mościckiego z 22 marca 1928 roku, do ochrony północnej, zachodniej i południowej granicy państwa, a w szczególności do ich ochrony celnej, powoływano z dniem 2 kwietnia 1928 roku  Straż Graniczną.
Rozkazem nr 2 z 19 kwietnia 1928 roku w sprawie organizacji Pomorskiego Inspektoratu Okręgowego dowódca Straży Granicznej gen. bryg. Stefan Pasławski określił strukturę organizacyjną komisariatu SG „Sierakowice”, a w nim podkomisariat Straży Granicznej „Sulęczyn”. 
Rozkazem nr 12 z 10 stycznia 1930 roku w sprawie reorganizacji Pomorskiego Inspektoratu Okręgowego komendant Straży Granicznej płk Jan Jur-Gorzechowski na bazie podkomisariatu zorganizował komisariat Straży Granicznej „Sulęczyn” i ustalił jego strukturę. Placówka Straży Granicznej I linii „Borowy Las” weszła w jego skład.

## Służba graniczna
Sąsiednie placówki:
- placówka Straży Granicznej I linii „Dolna Jadwigi” ⇔ placówka Straży Granicznej I linii „Chośnica” − 1930[3]